# Хюрцелер, Фабиан
Фа́биан Марк Хю́рцелер (нем. Fabian Marc Hürzeler; род. 26 февраля 1993, Хьюстон, Техас) — немецкий футболист и футбольный тренер. Главный тренер клуба «Брайтон энд Хоув Альбион».

## Клубная карьера

### Академия «Баварии»
Начал заниматься футболом в районном футбольном клубе «Хелиос-Дагльфинг» и в 2004 году присоединился к академии «Баварии». Играл за команды всех возрастов начиная с команды до 12 лет. В сезоне 2010/11 начал выступать в Бундеслиге среди команд до 19 лет. Провёл все 26 матчей в стартовом составе и забил 4 гола. Также попал в заявку «Баварии II» на последний тур сезона 2010/11 Третьей лиги, но на поле не появился. В следующем сезоне Хюрцелер вновь был неоспоримым игроком основы, также сыграв 26 матчей и забив 2 гола. Выиграл с командой дивизион «Юг/Юго-Запад». В чемпионате уступили сверстникам из «Шальке 04».
Пройдя через все команды академии, не смог пробиться в главную команду «Баварии», но попал в состав второй команды, выступавшей в Региональной лиге «Бавария». Под руководством Мехмета Шолля сыграл в 30 из 38 возможных матчей. «Бавария II» закончила сезон 2012/13 на втором месте, упустив возможность сыграть в плей-офф за выход в Третью лигу. Клуб предложил Хюрцелеру новый контракт, но игрок ответил отказом.

### «Хоффенхайм II»
Полузащитник перешёл летом 2013 года во вторую команду «Хоффенхайма» в Региональной лиге «Юго-Запад». В межсезонье тренировался с главной командой клуба под руководством Маркуса Гисдоля, но его появления на поле ограничились товарищескими матчами. За вторую команду сыграл в 25 матчах Региональной лиги, в которых отметился тремя голами. Параллельно с игрой в футбол заочно обучался спортивному менеджменту.

### «Мюнхен 1860 II»
После четырёх игр нового сезона в конце августа 2014 года вернулся в Мюнхен, присоединившись ко второй команде «Мюнхен 1860». В первое время в составе нового клуба испытывал проблемы с травмами лодыжки. В сезоне 2014/15 сыграл в 16 матчах Региональной лиги «Бавария». В следующем сезоне провёл 29 игр и забил 2 гола.

### «Пипинсрид»
Летом 2016 года 24-летний игрок перешёл в команду дивизионом ниже, «Пипинсрид» из Баварской лиги, чтобы сделать свои первые шаги в тренерской карьере, став играющим тренером. Он сыграл во всех 34 играх сезона и привёл команду к третьему месту в чемпионате, что позволило ей сыграть в стыковых матчах за выход в Региональную лигу «Бавария» против резервной команды «Гройтер Фюрт», финишировавшей 15-й в Региональной лиге. После ничейного результата 1:1 в первом матче, «Пипинсрид» смог добиться повышения в классе в дополнительное время второго матча. В сезонах 2017/18 и 2018/19 сыграл в 50 матчах Региональной лиги, забив 3 гола, после чего клуб вылетел обратно в Баварскую лигу. В сезоне 2019/20 сыграл лишь в трёх матчах. В марте 2020 года сезон был прерван из-за пандемии коронавируса.

### «Аймсбюттель»
Получив летом 2020 года предложение стать ассистентом главного тренера в «Санкт-Паули», 27-летний специалист переехал в Гамбург. Там он совмещал тренерскую деятельность с игрой за «Аймсбюттель» из шестого по силе дивизиона страны. В сезоне 2021/22 добился с клубом повышения в Оберлигу Гамбург. В следующем сезоне не играл и закончил игровую карьеру.

## Карьера в сборной
Выступал за юношеские сборные Германии до 15, до 16, до 17 и до 19 лет.

## Тренерская карьера

### Юношеские сборные Германии
Параллельно с ролью играющего тренера в «Пипинсриде» начиная с лета 2018 года стал ассистентом тренера сборной Германии (до 20 лет) Майкеля Шёнвайца. В сентябре того же года «Пипинсрид» нанял Манфреда Бендера в качестве главного тренера наравне с Хюрцелером, чтобы облегчить ему совмещение ролей в клубе и сборной. В июле 2019 года стал ассистентом Кристиана Вёрнса в сборной Германии (до 18 лет).

### «Санкт-Паули»
Перед сезоном 2020/21 покинул свои посты в «Пипинсриде» и юношеской сборной, чтобы стать ассистентом Тимо Шульца в клубе Второй Бундеслиги «Санкт-Паули», подписав контракт до 30 июня 2022 года. В конце февраля 2022 года начал обучение на курсе для получения тренерской лицензии Pro.
Перед началом сезона 2022/23 контракт Хюрцелера был продлён. В начале декабря 2022 года Шульц был уволен после неудовлетворительных результатов, в результате которых после первого круга чемпионата «Санкт-Паули» занимал 15-е место в таблице. Во время паузы из-за Чемпионата мира 2022 29-летний Хюрцелер начал выполнять функции главного тренера, и после нескольких тренировок и товарищеского матча был официально назначен главным тренером за день до кануна Рождества. Так как его обучение на тренерскую лицензию подходило к концу в марте 2023 года, ему было разрешено возглавить клуб, не дожидаясь получения лицензии. Под руководством нового тренера «Санкт-Паули» выиграл десять матчей подряд, что стало новым рекордом Второй Бундеслиги, как лучшая дебютная победная серия. Благодаря серии из побед, команда покинула зону вылета и начала борьбу за выход в Бундеслигу, после 28-го тура отставая всего на четыре очка от третьего места, дающего право участия в стыковых матчах. «Санкт-Паули» был лучшей командой второго круга, записав на свой счёт 13 побед и по две ничьи и поражения и набрав в сумме 41 очко. Команда закончила сезон на пятом месте с 58 очками.
Хорошие выступления продолжились в сезоне 2023/24, где после первой половины чемпионата «Санкт-Паули» занимал второе место, ни разу не проиграв. В марте 2024 года контракт с Хюрцелером был продлён. Вторая часть сезона была также успешной, что позволило клубу гарантировать выход в Бундеслигу по итогам 33-го тура. В последнем туре «Санкт-Паули» стал чемпионом Второй Бундеслиги, набрав 69 очков.

### «Брайтон энд Хоув Альбион»
В середине июня 2024 года стал главным тренером клуба Английской Премьер-лиги «Брайтон энд Хоув Альбион», сменив на посту Роберто Де Дзерби. Побил рекорд, став самым молодым тренером в истории лиги. По итогам августа был признан лучшим тренером месяца Премьер-лиги.

## Личная жизнь
Родился в США в городе Хьюстон штата Техас, где в тот момент его отец работал стоматологом. В возрасте двух лет переехал с семьёй в Фрайбург-им-Брайсгау, а тремя годами позже семья перебралась в Мюнхен. Отец — швейцарец, мать — немка. Является гражданином Германии, Швейцарии и, по праву рождения, США.

## Тренерская статистика
| Команда                  | Начало работы  | Завершение работы | Показатели | Показатели | Показатели | Показатели | Показатели |
| Команда                  | Начало работы  | Завершение работы | М          | В          | Н          | П          | % побед    |
| ------------------------ | -------------- | ----------------- | ---------- | ---------- | ---------- | ---------- | ---------- |
| Санкт-Паули              | 6 декабря 2022 | 30 июня 2024      | 55         | 36         | 11         | 8          | 065,45     |
| Брайтон энд Хоув Альбион | 1 июля 2024    | н.в.              | 47         | 21         | 15         | 11         | 044,68     |
| Итого                    | Итого          | Итого             | 102        | 57         | 26         | 19         | 055,88     |

## Достижения

### В качестве игрока
«Пипинсрид»
- Выход в Региональную лигу «Бавария»: 2017

### В качестве тренера
«Пипинсрид»
- Выход в Региональную лигу «Бавария»: 2017

«Санкт-Паули»
- Чемпион Второй Бундеслиги: 2023/24